# Möbelmagazin des Tischleramts Hannover

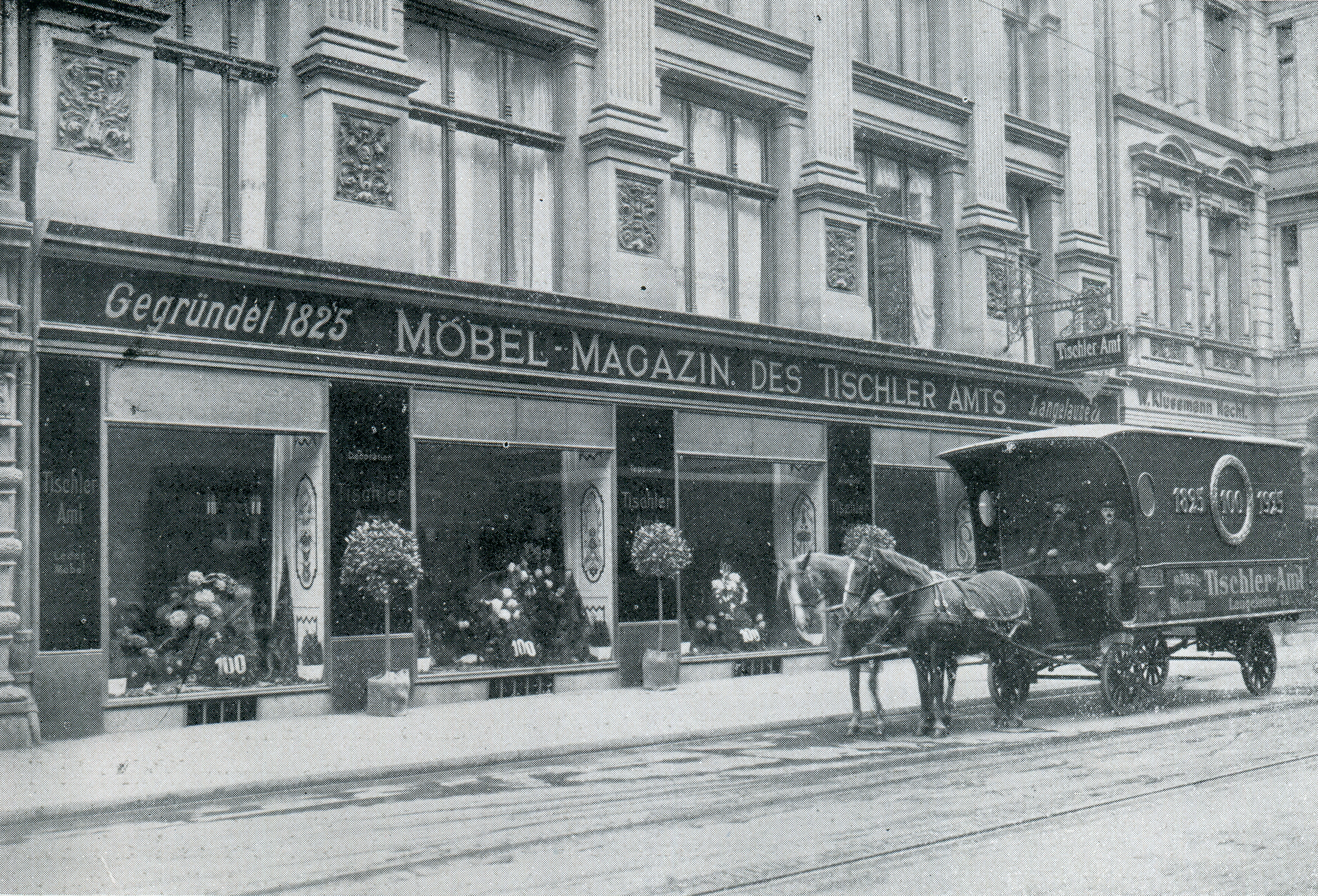
Das von dem Architekten Albrecht Haupt in der Straße Lange Laube 7A errichtete Geschäftshaus, davor ein Pferdefuhrwerk vor der Hof-Pianofortehandlung W. Klußmann Nachf.

Das Möbelmagazin des Tischleramts Hannover war eine im 19. Jahrhundert von Tischleramtsmeistern in Hannover gegründete Einrichtung zur Ausstellung und zum Verkauf von Möbeln sowie kunstgewerblichen und künstlerischen Erzeugnissen zur Ausgestaltung der Innenarchitektur.

## Geschichte und Beschreibung
Noch vor der Industrialisierung des Königreichs Hannover gründeten die Amtsmeister des Tischler-Amts Hannover im Jahr 1825 ein Möbelmagazin. Hauptsächliches Ziel war die gemeinschaftliche Präsentation ausschließlich „hervorragend gearbeiteter Möbel“ und anderer handwerklicher Erzeugnisse der Amtsmeister zum Zwecke des Verkaufs ohne Zwischenhandel.
In den ersten Jahren wurden zunächst lediglich Räumlichkeiten angemietet, anfangs in der Burgstraße, dann in der Pferdestraße.

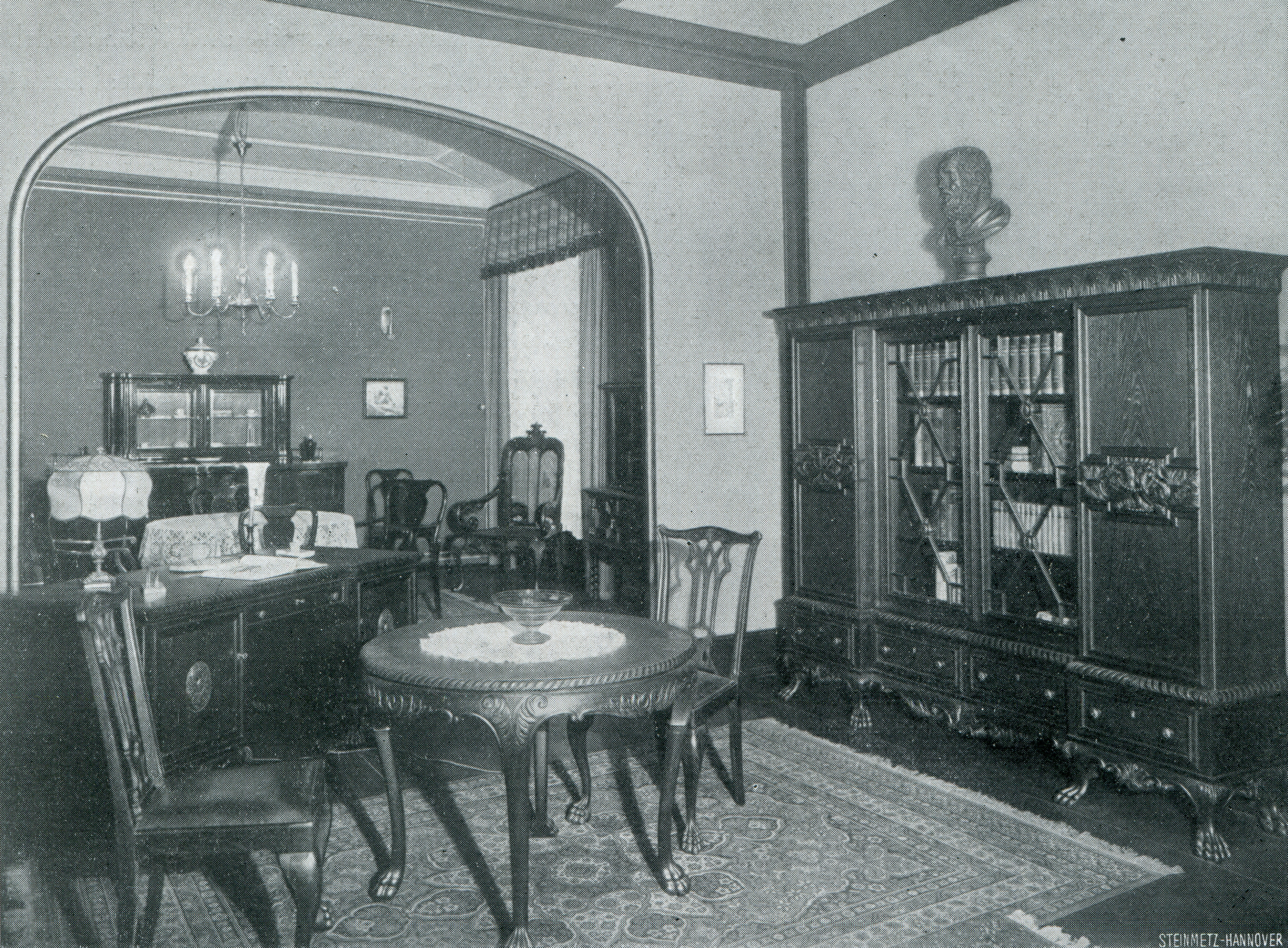
In der Eingangshalle vom Tischleramt ausgestelltes „Direktorenbüro“, um 1925

Kurz nach der Fertigstellung des von Georg Ludwig Friedrich Laves in der Residenzstadt errichteten Königlichen Hoftheaters wurde 1853 unter der Adresse Theaterplatz 16 ein eigenes Geschäftshaus fertiggestellt und bezogen. Das von den Mitgliedern des Tischleramts „unter schweren Opfern“ erstandene Gebäude – es erhielt später den Namen Haus Gödeckemeyer – konnte nur durch eine Ergänzungs-Finanzierung von 4070 Talern in Aktien von jeweils 5 Talern bezahlt werden, wobei die Aktien in 6 Jahren ausgelost und getilgt wurden.
Später entwarf der Architekt Albrecht Haupt ein neues, „durch seine wuchtigen Formen leicht erkenntliches“ Gebäude für das Möbelmagazin unter der damaligen Adresse Langelaube 7A. In allen Etagen wurden dort „von Künstlerhand entworfene Möbel, Polstermöbel, Dekorationsstoffe und Teppiche [ausgestellt], sowie sämtliche kunstgewerblichen Gegenstände, welche zur Ausschmückung eines Heims dienen“, darunter auch Bilder.
Unterdessen hatten sich unter der Firmenbezeichnung „Möbelmagazin des Tischleramts“ zwei Betriebe etabliert; einerseits die Verkaufsstelle der von den Amtsmeistern hergestellten Erzeugnisse, andererseits die Produkte der juristischen Person Tischleramt, die neben Polstermöbeln auch Stoffe, Gardinen und Teppiche anbot.

## Mitglieder des Tischleramts

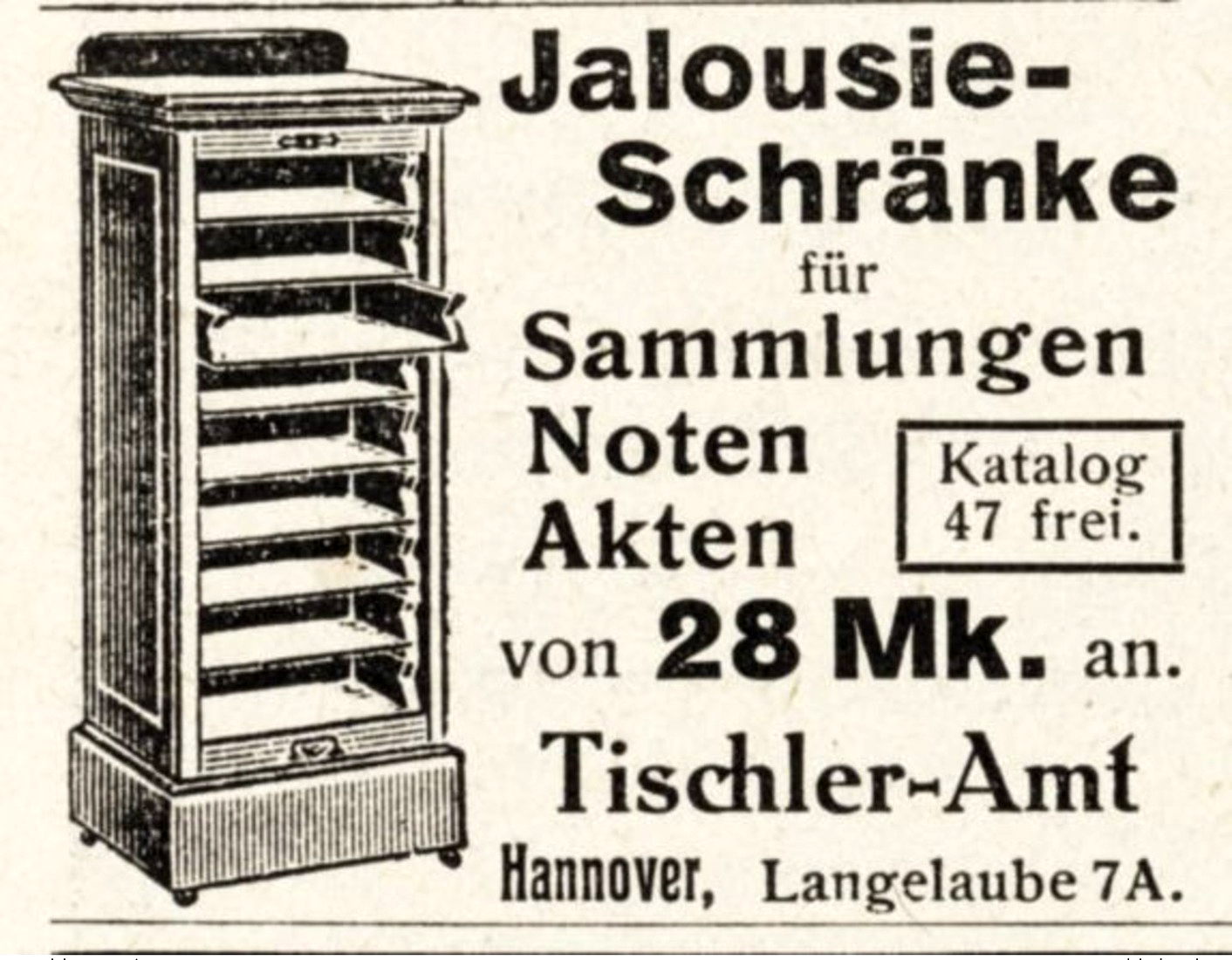
„Jalousie-Schränke für Sammlungen, Noten, Akten, von 28 Mk. an“; 1914

Bis Mitte der 1920er Jahre waren noch folgende Firmen als Mitglieder des Tischleramts mit ihren Adressen, Sparten und Gründungsdaten bekannt:
- August Heinze, Fernroderstraße 20 und Kestnerstraße 33, Bau- und Möbeltischlerei, feine Geschäftseinrichtungen, gegründet 1857[1]
- Georg Günther, Heinrichstraße 63, Bau- und Möbeltischlerei, Geschäftseinrichtungen, Büro für Innenarchitektur, gegründet 1870[1]
- Gebr. Hasselmann, Taubenfeld 19, Kunst- und Möbeltischlerei, gegründet 1873[1]
- Rudolf Barbre, Weißekreuzstraße 19, Kunst- und Möbeltischlerei, gegründet 1874[1]
- Wilh. Heitmüller, Taubenfeld 9, Kunst- und Möbeltischlerei, gegründet 1874[1]
- Adolf Probst, Seelhorstraße 10a, Möbeltischlerei, gegründet 1874[1]
- Eduard Ehbrecht, Steintorfeldstraße 13a, Kunst- und Möbeltischlerei, von A. Ehbrecht gegründet 1875[1]
- Jos. Ehbrecht, Steintorfeldstraße 14, Kunst- und Möbeltischlerei, von Andreas Ehbrecht gegründet 1875[1]
- Ernst Röhrs, Voßstraße 54, Werkstätten für moderne Wohnungs- und Geschäftseinrichtungen, Innenausbauten, gegründet 1875[1]
- Friedrich Londenberg, Kollenrodtstraße 10, Kunst- und Möbeltischlerei, gegründet 1886[1]
- Carl Senne, Weißekreuzstraße 16a, Kunst- und Möbeltischlerei, gegründet 1889[1]
- Gebr. Ehbrecht, Alemannstraße 4, gegründet 1903[1]

## Archivalien
Archivalien von und über das Möbelmagazin des Tischleramts Hannover finden sich beispielsweise
- als Akte mit dem Titel Möbelmagazin des Tischleramts in Hannover für die Laufzeit von 1897 bis 1908 im Niedersächsischen Landesarchiv (Standort Hannover), Untergliederung Regierungspräsident Hannover (1885–1945), Archivsignatur  NLA HA Hann. 180 Hannover Nr. 00398 (alte Archivsignatur Hann. 180 Hannover Nr. 01291)[4]